# Indexcat
Indexcat, también llamado BCN Indexcat, es un índice bursátil basado en empresas cotizadas con sede social o actividad empresarial principal en Cataluña creado por la bolsa de Barcelona en el año 2007. El código ISIN es ES0SI0000245.

## Características
Indexcat agrupa las 15 principales empresas catalanas con el objetivo de medir el comportamiento de las empresas más relevantes del mercado de valores con sede social en Cataluña. Estos 15 valores corresponden con las empresas admitidas a cotización en la bolsa de Barcelona con mayor capitalización bursátil ajustado por capital flotante, lo que realmente está en circulación.
El 1 de enero de 2001 es la fecha escogida por la Bolsa de Barcelona como punto de partida del índice con un valor inicial de 10.000 puntos.
Según el gabinete de estudios de la Bolsa de Barcelona, la rentabilidad del índice BCN Indexcat es del 142,92% en el periodo 2001-2006. Solo en 2006, la rentabilidad del nuevo índice fue del 41,55%. Más recientemente, en el 2019 creció un 21,5%.
La revisión de los valores que integran el índice BCN Indexcat y sus ponderaciones respectivas se realizan cada seis meses, coincidiendo con los semestres naturales y con la revisión de la mayoría de índices del mercado de valores. Los ajustes del valor se pueden producir por operaciones financieras y aumentos de capital con derechos preferentes de suscripción. No se ajusta por dividendos ordinarios u otras retribuciones similares.

## Empresas participantes
Composición del índice a fecha 6 de agosto de 2023:
| Empresa                  | Sector             | Símbolo | Entrada |
| ------------------------ | ------------------ | ------- | ------- |
| Audax Renovables         | Energía            | ADX     | 2018    |
| Laboratorios Almirall    | Farmacéutica       | ALM     |         |
| Applus+                  | Industria          | APPS    |         |
| Caixabank                | Banca              | CABK    |         |
| Cellnex                  | Telecomunicaciones | CLNX    |         |
| Inmobiliaria Colonial    | Inmobiliaria       | COL     |         |
| Ercros                   | Química            | ECR     |         |
| EDreams                  | Turismo            | EDR     |         |
| Fluidra                  | Construcción       | FDR     |         |
| Catalana Occidente       | Seguros            | GCO     | 2023    |
| Grifols                  | Farmacéutica       | GRF     |         |
| Miquel y Costas & Miquel | Industria          | MCM     |         |
| Naturgy                  | Energía            | NTGY    |         |
| Nextil (antes Dogi)      | Industria          | NXT     | 2023    |
| Banco Sabadell           | Banca              | SAB     |         |

Anteriormente habían formado parte del Indexcat, entre otras: Agbar, La Seda de Barcelona, Service Point Solutions, Damm, Dogi, Naturhouser, Abertis, FCC, Vueling, Criteria CaixaCorp, Oryzon Genomics y Miquel y Costas & Miquel.